# La Bourboule
La Bourboule es una comuna francesa, situada en el departamento de Puy-de-Dôme en la región de Auvergne.

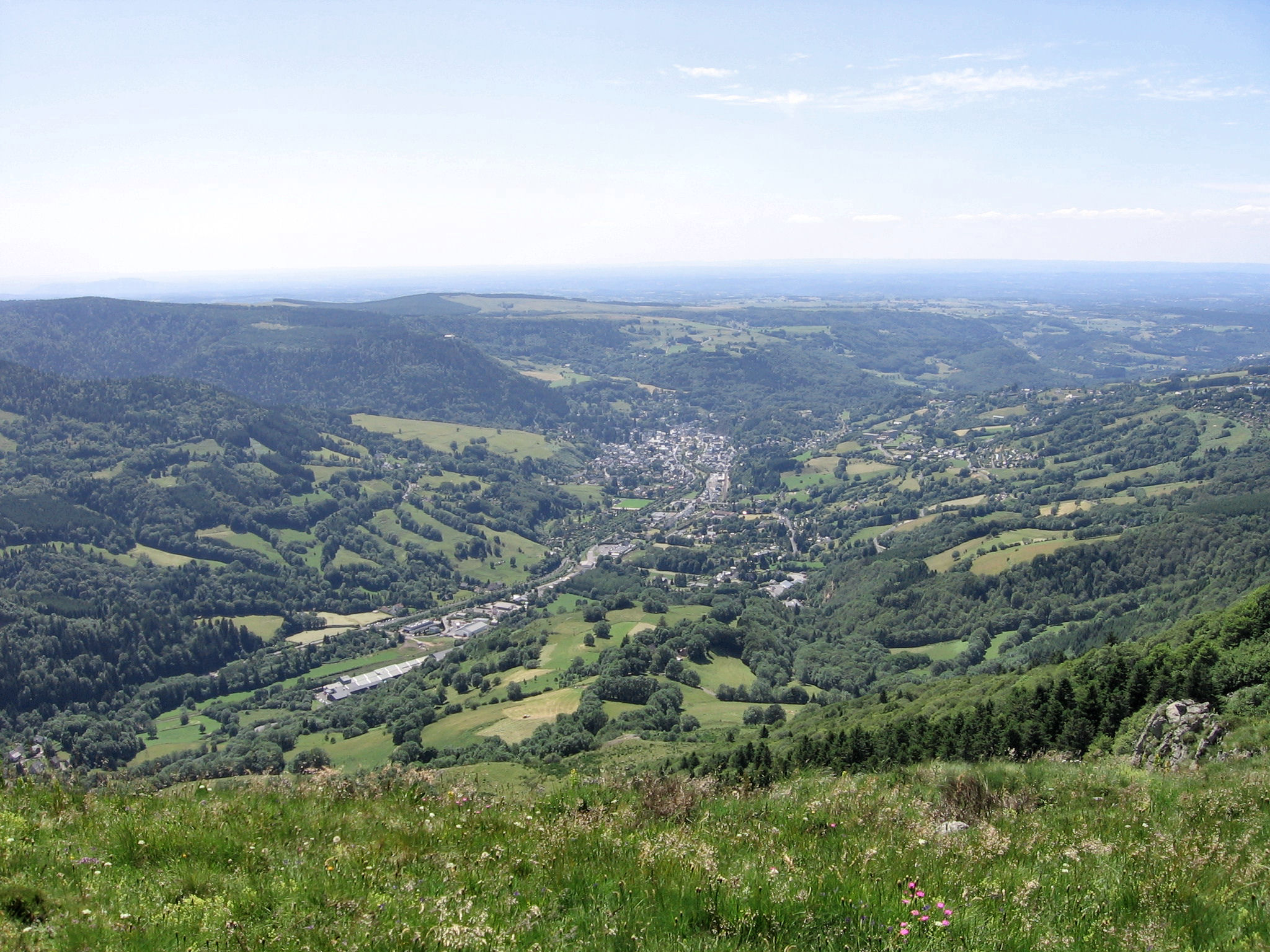
La Bourboule vista desde Puy Gros.

## Geografía
Bourboule es una ciudad de montañas medias situada en un ensanche del valle de Dordoña. Más precisamente, está ubicada en la confluencia de este río y el Vendeix (uno de sus afluentes). Su clima es el clima típico de moñtana, con un marcado Efecto Foehn que trae importantes precipitaciones (1200 a 1400 mm/an) anuales distribuidas relativamente bien.

## Administración
| Período              | Identidad     | Partido       | Autoridad |  |
| -------------------- | ------------- | ------------- | --------- |  |
| 1994 - marzo de 2001 | Serge Teillot | Divers Droite |           |  |
| marzo de 2001        | Jean Falgoux  | PS            |           |  |

## Demografía
| 1930 | 1962 | 1968 | 1975 | 1982 | 1990 | 1999 |
| ---- | ---- | ---- | ---- | ---- | ---- | ---- |
| 2700 | 2336 | 2496 | 2392 | 2384 | 2113 | 2043 |

## Personalidades nacidas en la comuna
- Jean-Louis Murat (Jean-Louis Bergheaud) nacido en 1954, cantante, autor.
- Julien Benetteau